# Arnaldo da Costa Prieto
Arnaldo da Costa Prieto (São Francisco de Paula, 13 de fevereiro de 1930 — Brasília, 3 de julho de 2012) foi um engenheiro civil, professor e político brasileiro.
No governo Ernesto Geisel foi ministro do Trabalho e Previdência Social, de 15 de março a 2 de maio de 1974. A partir de então, com a divisão de seu ministério em dois, foi ministro do Trabalho, de 2 de maio de 1974 a 15 de março de 1979, permanecendo portanto ministro desta pasta até o fim do mandato de Geisel, e ministro da Previdência e Assistência Social, de 2 de maio a 4 de julho de 1974, permanecendo nesta pasta aproximadamente dois meses.
Foi também secretário estadual do Secretaria do Trabalho e Habitação do Estado do Rio Grande do Sul, além de Ministro do Tribunal de Contas da União, sendo designado em outubro de 1979 e permanecendo até 1982.